# Dagen går med raske fjed
Dagen går med raske fjed er en dansk salme. 
Den indgik som en blandt B.S. Ingemann og C.E.F. Weyses klassiske samling af syv aftensange fra 1838.
Den strofisk sang har 6 strofer med hver 4 verselinjer. 
Rimskemaet er aBaB.
Weyses melodi er genbrugt i den nok mere populære salme Altid frejdig, når du går der fik tekst af Christian Richardt i 1867.
Man finder salmen i Den Danske Salmebog.
I en ældre udgave var den nummer 718, mens den i 2003-udgaven er nummer 771 og findes under afsnittet "Menneskelivet".
Den findes også i Højskolesangbogen som nummer 573.
Bo Holtens korarrangement for SATB-kor er udgivet i bogform i 1999.